# سبينس إم. أرمسترونغ
سبينس إم. أرمسترونغ (بالإنجليزية: Spence M. Armstrong)‏ هو طيار أمريكي، ولد في 1934 في كولومبيا في الولايات المتحدة.